# Cuenca del río Petorca
La cuenca del río Petorca es el espacio natural comprendido por la cuenca hidrográfica del río Petorca, en la región de Valparaíso, Chile. Este espacio coincide con el espacio administrativo homónimo definido en el inventario de cuencas de Chile con el número 051 que se extiende desde la divisoria de las aguas con el extremo sureste de la cuenca del río Choapa hasta su desembocadura en el océano Pacífico. La cuenca es exorreica y, administrativamente se subdivide en 3 subcuencas y 5 subsubcuencas que abarcan un total de 1989 km².
A partir de los años 70 se ha ampliado el concepto de cuenca hasta entender, ya en los primeros años del siglo XXI, una cuenca hidrográfica en lo que respecta a su definición espacial y funcional, como la unidad geopolítica y socioeconómica más apropiada y racional para el desarrollo integrado de los recursos de tierras y aguas asociados a la vegetación y en conjunto con los usuarios de nivel local y regional.: 17 
En el inventario de cuencas DARH de 2014, las cuencas del río Petorca y del río La Ligua aparecen bajo el mismo ítem 0501 con el nombre "Cuenca río Ligua".

Cuenca hidrográfica del río Petorca, la 051.

## Límites y relieve
El río Petorca desemboca en la bahía La Ligua y siguiendo el sentido de los punteros del reloj limita al norte con la cuenca del estero Huaquén del ítem 050 del inventario de cuencas de Chile, luego con los formativos del río Quilimarí (ítem 049) y, más al centro, con los formativos del estero Pupío del ítem 050. Derechamente al norte y al este limita con la cuenca del río Choapa. En todo su flanco sur limita con la cuenca del río La Ligua.
Sus extremos alcanzan las coordenadas geográficas 32°3′ S, 32°25′ S, 70°45′ W y 71°25′ O.: 302 
La "región del complejo montañoso andino-costero" o valles transversales, donde se ubica la hoya del río Petorca son estribaciones andinas que alcanzan la cordillera de la Costa e interrumpen la depresión intermedia de Chile formando a su vez las cuencas de los ríos Elqui, Limarí, Choapa, Quilimarí, Petorca, La Ligua y finalmente la cuenca del río Aconcagua.: 39-  Se trata de una región caracterizada por estos valles transversales que van de este a oeste y que han sido formados por las corrientes de agua que bajan de la cordillera de Los Andes.: 12  A medida que se viaja hacia el sur, aumentan las precipitaciones y disminuyen las distancias entre los grandes ríos: entre el Copiapó y el Huasco hay 145 km, entre el Huasco y el Elqui 165 km, entre el Elqui y el Limarí 60 km, 90 km del Limarí al Choapa y del Choapa al Petorca - La Ligua y estos últimos solo 60 km del río Aconcagua.: 16 

## Población y regiones

En rojo está la división político-administrativa en torno a la cuenca del río Petorca, que incluye los departamentos argentinos de Calingasta y Las Heras. En azul las cuencas hidrográficas y en azul obscuro los glaciares en territorio chileno.

La cuenca se encuentra en la Región de Valparaíso y comprende la Comuna de Petorca y la Comuna de La Ligua más una pequeña porción de la Comuna de Cabildo.
Los poblados de mayor importancia en la cuenca, según el número de habitantes en la comuna, son los siguientes:
| Nombre    | Población comunal en 2019 | Cauces asociados |
| --------- | ------------------------- | ---------------- |
| Petorca   | 9826                      | río Petorca      |
| Chincolco | 1149                      | río Petorca      |
| Pedegua   | 576                       | río Petorca      |

## Subdivisiones
La Dirección General de Aguas ha dividido la cuenca del río Petorca para mejor estudio y administración en las siguientes subcuencas y subsubcuencas:
| Sub- cuenca | Subsub- cuenca | Aguas                                                     | Área drenaje km² |
| ----------- | -------------- | --------------------------------------------------------- | ---------------- |
| 0510        | 05100          | Río Sobrante                                              | 333              |
| 0510        | 05101          | Río Pedernal                                              | 348              |
| 0511        | 05110          | Río Petorca Entre Río Sobrante y Estero Las Palmas        | 344              |
| 0511        | 05111          | Estero Las Palmas                                         | 460              |
| 0512        | 05120          | Río Petorca Entre Estero Las Palmas y Desembocadura       | 504              |
| Totales:    |                |                                                           |                  |
| 3           | 5              | Región: V (100%) / Tipo: Exorreica / Desemb.: O. Pacífico | 1989             |

Los principales cuerpos de agua superficiales de la cuenca son el río Petorca que se forma de la confluencia del río Sobrante (a veces llamado río Chalaco: 220 ) y del río Pedernal. El río Sobrante tiene entre sus orígenes a la laguna del Sobrante y la laguna Los Maitenes.
A ellos se agregan el estero Las Palmas que desemboca cerca de su paso por Pedegua y a la Quebrada Chicharra, unos 19 km antes de su desembocadura.: 220 
Una vez terminada la construcción del embalse Las Palmas, todavía proyecto, este asegurará parcialmente el riego de la región.

## Hidrología

### Red hidrográfica
Los cuerpos de agua considerados en esta categoría son:

### Caudales y régimen
El informe final Análisis y evaluación de los recursos hídricos de las cuencas de los ríos Petorca y Ligua encargado por la DGA establece que: Las cuencas de los ríos La Ligua y Petorca presentan en su parte alta un régimen de escorrentía más influenciado por la nieve, con un peak de caudales medios mensuales entre los meses de octubre y noviembre. Más hacia aguas abajo el régimen es de tipo pluvial con caudales máximos en el mes de julio.: B.12 
Dicho de otra manera, la fuente principal que alimenta las quebradas de la parte alta de la cuenca es el derretimiento de la nieve acumulada en el invierno y derretida en primavera y que sirve para abastecer en la época de riego. Este uso del agua en la cuenca superior y media agota las aguas completamente en los canales de regadío del sector medio de las cuencas. En la parte inferior de la cuenca se extrae agua de afloramientos subterráneos del acuífero principal y/o de bombeo desde pozos profundos y/o de vertientes generadas por quebradas aledañas.

### Glaciares
El inventario público de glaciares de Chile 2022 consigna un total de 2 glaciares en la cuenca con un área total cubierta es de 0.062 km² y un volumen estimado en menos de una milésima de km³.

### Acuíferos
El inventario nacional de acuíferos de Chile consigna para el acuífero Petorca  cinco SHACs: Sector 1 - Río Pedernal (337,1 km²), Sector 2 - Estero Las Palmas con 454,7 km², Sector 3 - Río del Sobrante con 327,9 km², Sector 4 - Río Petorca Poniente con 508,0 km² y el Sector 10 - Río Petorca Oriente con 354,5 km².

### Desaladoras
El catastro nacional de plantas y proyectos de desalinización de agua de mar en Chile consigna 4 plantas desaladoras para la Región de Valparaíso: Desaladora Petorca (1200 l/s, un proyecto en evaluación preliminar), Unidad 3 Ventanas	(28 l/s) en operación), Unidad 4 Ventanas (30 l/s, en operación) y Aconcagua (1000 l/s, en construcción o pronta a operar).

## Clima

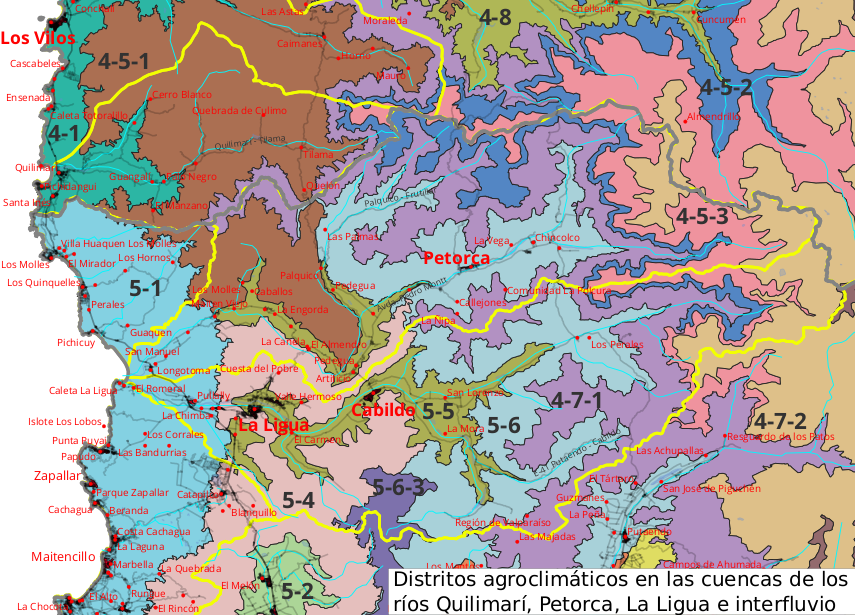
Distritos agroclimáticos en las cuencas de los ríos Quilimarí, Petorca, La Ligua e interfluvio. En amarillo los límites de las cuencas, en gris fino los caminos, en gris grueso los límites regionales. El límite sur de la cuenca del río Quilimarí coincide con el límite Regional Coquimbo-Valparaíso.

El Atlas agroclimático de Chile distingue 9 distritos agroclimáticos en la cuenca:
- 5-1  Templado cálido supratermal con régimen de humedad semiárido (Csb2Sa). La temperatura oscila entre un máximo de enero de 23,6 °C y un mínimo de julio de 7,4 °C. Tiene un promedio de 345 días consecutivos libres de heladas. En el año se registra un promedio de 0 heladas. El período de temperaturas favorables a la actividad vegetativa dura 12 meses. Registra anualmente 1502 días grado y 129 horas de frío acumuladas hasta el 31 de julio. La precipitación media anual es de 374 mm y un período seco de 8 meses, con un déficit hídrico de 900 mm/año. El período húmedo dura 3 meses durante los cuales se produce un excedente hídrico de 69 mm.
- 4-5-1  Estepa con influencia marina con régimen de humedad árido (BSnAr).. La temperatura oscila entre un máximo de enero de 27,1 °C y un mínimo de julio de 6,9 °C. Tiene un promedio de 345 días consecutivos libres de heladas. En el año se registra un promedio de 1 helada. El período de temperaturas favorables a la actividad vegetativa dura 12 meses. Registra anualmente 1948 días grado y 141 horas de frío acumuladas hasta el 31 de julio. La precipitación media anual es de 240 mm y un período seco de 10 meses, con un déficit hídrico de 1216 mm/año. El período húmedo dura 0 meses durante los cuales se produce un excedente hídrico de 0 mm.
- 5-4  Templado cálido supratermal con régimen de humedad semiárido (Csb2Sa). La temperatura oscila entre un máximo de enero de 27 °C y un mínimo de julio de 6,9 °C. Tiene un promedio de 345 días consecutivos libres de heladas. En el año se registra un promedio de 1 helada. El período de temperaturas favorables a la actividad vegetativa dura 12 meses. Registra anualmente 1827 días grado y 158 horas de frío acumuladas hasta el 31 de julio. La precipitación media anual es de 380 mm y un período seco de 8 meses, con un déficit hídrico de 1012 mm/año. El período húmedo dura 3 meses durante los cuales se produce un excedente hídrico de 60 mm.
- 5-5  Estepa interior con régimen de humedad árido (BSAr). La temperatura oscila entre un máximo de enero de 26,3 °C y un mínimo de julio de 5,5 °C. Tiene un promedio de 282 días consecutivos libres de heladas. En el año se registra un promedio de 4 heladas. El período de temperaturas favorables a la actividad vegetativa dura 12 meses. Registra anualmente 1662 días grado y 319 horas de frío acumuladas hasta el 31 de julio. La precipitación media anual es de 274 mm y un período seco de 9 meses, con un déficit hídrico de 1117 mm/año. El período húmedo dura 2 meses durante los cuales se produce un excedente hídrico de 28 mm.
- 5-6  Estepa interior con régimen de humedad árido (BSAr) Altitud media aproximada: 897 m s. n. m. en una superficie territorial aproximada: 1299 km con un áreatura oscila de entre un máximo de enero de 29,7 °C y un mínimo de julio de 5,2 °C. Tiene un promedio de 279 días consecutivos libres de heladas. En el año se registra un promedio de 6 heladas. El período de temperaturas favorables a la actividad vegetativa dura 12 meses. Registra anualmente 2052 días grado y 334 horas de frío acumuladas hasta el 31 de julio. La precipitación media anual es de 271 mm y un período seco de 9 meses, con un déficit hídrico de 1313 mm/año. El período húmedo dura 0 meses durante los cuales se produce un excedente hídrico de 5 mm.
- 4-7-1  Templado cálido supratermal con régimen de humedad semiárido (Csb2Sa).. La temperatura oscila entre un máximo de enero de 27,5 °C y un mínimo de julio de 3,3 °C. Tiene un promedio de 191 días consecutivos libres de heladas. En el año se registra un promedio de 25 heladas. El período de temperaturas favorables a la actividad vegetativa dura 9 meses. Registra anualmente 1387 días grado y 968 horas de frío acumuladas hasta el 31 de julio. La precipitación media anual es de 652 mm y un período seco de 7 meses, con un déficit hídrico de 1098 mm/año. El período húmedo dura 4 meses durante los cuales se produce un excedente hídrico de 183 mm.
- 4-5-2  Estepa interior con régimen de humedad híper árido (BSHa). La temperatura oscila entre un máximo de enero de 27,2 °C y un mínimo de julio de 3,2 °C. Tiene un promedio de 200 días consecutivos libres de heladas. En el año se registra un promedio de 25 heladas. El período de temperaturas favorables a la actividad vegetativa dura 11 meses. Registra anualmente 1618 días grado y 756 horas de frío acumuladas hasta el 31 de julio. La precipitación media anual es de 210 mm y un período seco de 11 meses, con un déficit hídrico de 1680 mm/año. El período húmedo dura 0 meses durante los cuales se produce un excedente hídrico de 0 mm.
- 4-5-3  Estepa de altura fría con régimen de humedad árido (BSkAr). La temperatura oscila entre un máximo de enero de 17,8 °C y un mínimo de julio de -1,4 °C. Tiene un promedio de 0 días consecutivos libres de heladas. En el año se registra un promedio de 166 heladas. El período de temperaturas favorables a la actividad vegetativa dura 3 meses. Registra anualmente 421 días grado y 1661 horas de frío acumuladas hasta el 31 de julio. La precipitación media anual es de 225 mm y un período seco de 10 meses, con un déficit hídrico de 1492 mm/año. El período húmedo dura 0 meses durante los cuales se produce un excedente hídrico de 0 mm.
- 4-7-2  Tundra (ET). La temperatura oscila entre un máximo de enero de 13,9 °C y un mínimo de julio de -3,9 °C. Tiene un promedio de 0 días consecutivos libres de heladas. En el año se registra un promedio de 291 heladas. El período de temperaturas favorables a la actividad vegetativa dura 0 meses. Registra anualmente 135 días grado y 1800 horas de frío acumuladas hasta el 31 de julio. La precipitación media anual es de 747 mm y un período seco de 7 meses, con un déficit hídrico de 953 mm/año. El período húmedo dura 4 meses durante los cuales se produce un excedente hídrico de 285 mm.

## Actividades económicas
La agricultura es la principal actividad económica de la zona, y ocupa al 24% de la fuerza laboral, seguida por el área de servicios con un 23% de los empleos. La minería está presente en las explotaciones de concentrado de Cobre y Oro, además de recursos no metálicos como Caolín, Feldespato, Cuarzo, Carbonato de Calcio, Calizas y piedras marmóreas de carácter ornamental.: 232 

## Áreas bajo protección oficial y conservación de la biodiversidad
No existen áreas naturales protegidas por el estado.: 285 

## Balance hídrico

Brecha hídrica en 25 importantes cuencas de Chile.

Para tener una aproximación a nivel de cuenca (casos locales no están reflejados) del consumo comparado con la disponibilidad de agua, se define como:
Siguiendo intrincadas definiciones del consumo y la demanda que consideran aguas superficiales, subterráneas, flujos mínimos de sustentabilidad, y consumos que no son devueltos al cauce original, todo ello según normas de organizaciones internacionales, se han clasificado los resultados en cuatro casos:: 29 : 32 
- Brecha hídrica alta, se consume más del 40% del agua disponible: existe fuerte demanda del recurso hídrico que requiere regular su uso para no afectar el desarrollo económico.
- Brecha hídrica media, se consume entre el 20% y el 40% del agua disponible: existe presión sobre el recurso hídrico que debe ser ordenada, establecer prioridades, optimizar su uso y proteger los ecosistemas.
- Brecha hídrica moderada, se consume entre 10% y 20% del agua disponible: la disponibilidad del elemento esta condicionando el desarrollo económico.
- Brecha hídrica baja, se consume entre 0% y 10% del agua disponible: No se conocen presiones importantes sobre el recurso hídrico.

Aplicada esta clasificación a la cuenca del río Petorca, el estudio estima una brecha hídrica alta con un uso del 87% del agua disponible.: 80 

## Crisis hídrica en la cuenca
Las cuencas del río Petorca y río La Ligua son calificadas como críticas debido a su vulnerabilidad ante la variabilidad hidrológica, especialmente sequías. Durante las décadas últimas, se han producido importantes transformaciones económicas en el territorio de ellas: la acostumbrada fisonomía rural definida por la hacienda, la pequeña minería y la industria textil artesanal, han debido ceder paso a la fruticultura empresarial de exportación, que compite con los restantes sectores de la economía local por el acceso al agua.: 3 
Desde el año 2006 las precipitaciones en la zona no han alcanzado las de un año normal, afectando los caudales disponibles para el consumo humano y el uso agrícola. El año 2017 se censaron solo 4763 hectáreas de paltos en la cuenca, una baja del 45% con respecto a 2008. En el año 2018, 4778 personas tuvieron que recibir suministro de agua potable por media de camiones aljibe.
Sin embargo, algunas publicaciones culpan, además de la sequía, al modelo agroexportador que ha cambiado la estructura productiva de la zona. El agua potable es vendida a través de camiones aljibes.
Para solucionar la escasez el segundo gobierno de Sebastián Piñera ha dispuesto un control riguroso de los pozos de donde se extrae agua, la formación y empoderamiento de Juntas de Vigilancia entre los agricultores que observen y exijan el cumplimiento de la ley y el gobierno dispuso un presupuesto de US$ 173.000.000 para la construcción del embalse Las Palmas con una capacidad de 55 millones de metros cúbicos que debe entrar en operaciones en 2024 y estará ubicado a unos 17 kilómetros al oeste de Petorca, con una capacidad de 55 millones de metros cúbicos. Este embalse serviría al riego de 3800 hétareas.: 227 
Otro proyecto, menos avanzado, es el de la construcción del embalse Pedernal de 31 millones de metros cúbicos para el riego de 1800 hectáreas.: 227 